# Château de la Cour (Fromentières)
Pour les articles homonymes, voir Château de la Cour.
Le Château de la Cour est un château français, situé à Fromentières, dans le département de la Mayenne et la région des Pays de la Loire. Selon l'Abbé Angot, l'ancien nom du domaine était La Quanterie ou Canterie (forme ancienne). Il est situé à 1 200 mètres à l'Est du bourg.

## Désignation
- Capellania de la Cantière, 1410 (Lib. fund., t. I, f. 126).
- La court de la Canterie, 1493 (Chartrier de l'Abbaye de Bellebranche).
- Le château, manoir et chapelle (Hubert Jaillot).
- Le château, manoir (Carte de Cassini).
- La Cantière (Pierre-François Davelu).

## Histoire
Il s'agissait d'un fief et seigneurie, d'abord distincts de la seigneurie paroissiale, mais qui en devinrent le principal manoir vers 1450. Il est question des fiefs ou féages de la Quanterie ou des Puisiers s'étendant sur plusieurs paroisses des environs de Laval, et à Laval même. On n'en connaît pas pour l'Abbé Angot l'origine, qui doit remonter à une distraction du fief des Puisiers de celui de la Quanterie.
Mathurin de Montalais avait fait construire le Château. Anne Le Voyer, sa femme, accusée par ses enfants d'avoir contracté des dettes en haine de sa famille, interdite, mourut au mois de février 1633.
La terre comprenant, outre le domaine : le Buharet, le Saule, la Poitevinière, la Pavetterie, le Buisson, appartenait à Louise-Françoise d'Héliand et à Amédée Pouteau, sa fille unique, en 1795. 
Les républicains y vinrent souvent faire des recherches. Le 31 octobre 1795, ils saisirent du vin et du cidre caché dans le jardin ; le 19 décembre 1795, ayant vu sur la cheminée un fusil de munition avec une bretelle en drap bleu brodée d'un Cœur-de-Jésus, il firent arrêter Pierre Lemort et François Boulay, homme de confiance de la propriétaire.

## Description
Les douves entourant la cour et les jardins existent encore en grande partie avec quelques vestiges des tours aux quatre coins ; un pauvre s'y noya au mois de janvier 1674. Le château, flanqué d'une tour à toit pointu, n'a pour décoration extérieure que ses grandes fenêtres, qui lui donnent pour l'Abbé Angot l'air d'une orangerie, et deux petits frontons, l'un triangulaire, l'autre arrondi, encadrant des écussons. Il y a trois frontons encadrant des armoiries mutilées avec leurs ornements de style Louis XV à la façade. Le blason du milieu offre cette particularité que le casque de face qui le couronne sert de fenêtre pour l'intérieur, éclairant l'escalier du château.

## Chapelle
L'ancienne chapelle fut, comme bénéfice, fondée sous le vocable de sainte Marguerite avant 1410. Elle a été reconstruite en 1770 dans les dimensions et dans la forme d'une petite église, avec transept, trois autels, le principal de sainte Marguerite, les deux autres de la Sainte-Vierge et de l'ange gardien. Une relique de la Vraie Croix a été transférée solennellement de la chapelle de la Cour en l'église paroissiale, le 4 juillet 1809. La chapelle, d'après le rapport du doyen en 1778, chargée de trois messes par semaine, avait un revenu de 600 à 700 ₶ ; Louis Belu s'y maria le 6 juillet 1734. La chapelle est aujourd'hui en ruine.

## Sources et bibliographie
- « Château de la Cour (Fromentières) », dans Alphonse-Victor Angot et Ferdinand Gaugain, Dictionnaire historique, topographique et biographique de la Mayenne, Laval, A. Goupil, 1900-1910 [détail des éditions] (BNF 34106789, présentation en ligne)